# Anagapetus bernea
Anagapetus bernea är en nattsländeart som beskrevs av Ross 1947. Anagapetus bernea ingår i släktet Anagapetus och familjen stenhusnattsländor. Inga underarter finns listade i Catalogue of Life.